# Provincia de Hwanghae del Sur
Hwanghae del Sur es una provincia de Corea del Norte. La provincia se formó en 1954 cuando la antigua provincia de Hwanghae se dividió en Hwanghae del Norte y del Sur. La capital provincial es Haeju. Esta provincia limita al norte y al este con la provincia de Hwanghae del Norte y P'yŏngan del Sur. La frontera sur de la provincia se caracteriza por la zona de distensión con Corea del Sur. Al oeste se encuentra el mar Amarillo.

## Población y territorio
Las cifras del censo realizado en el año 2005 afirman que Hwanghae del Sur posee una población compuesta por 2.560.408 personas. El territorio ocupa 8.728 kilómetros cuadrados de superficie, por lo que la densidad poblacional es de 293 habitantes por kilómetro cuadrado.
- Datos: Q626052
- Multimedia: Hwanghaenam-do / Q626052